# Miltos Sachtouris
Miltos Sachtouris foi um escritor grego. Ele era descendente de Georgios Sachtouris, originário da ilha de Hidra. Quando jovem, ele abortou seus estudos de direito para seguir sua verdadeira paixão, poesia, e adotou o pseudônimo Miltos Chrysanthis (Μίλτος Χρυσάνθης). Sachtouris então escreveu seu primeiro poema sob seu pseudônimo, em 1941.

## Biografia
Sachtouris conheceu Nikos Engonopoulos em 1943. Mais tarde, ele trabalhou com Engonopoulos em Ikaros. Ele começou a trabalhar com Elytis, Sinopoulos, Vakalo, Papaditsas, Karouzos e outros. Recebeu o Segundo Prêmio Estadual de Poetas em 1962.
Seu trabalho foi traduzido e publicado em várias línguas, incluindo inglês, francês, alemão, russo, polonês, italiano, espanhol e holandês.
O poeta morreu aos 85 anos em Atenas na manhã de terça-feira, 29 de março de 2005 e foi enterrado no Primeiro Cemitério ('A') de Atenas.